# Laura Godoy
Laura Godoy (Laura Beatriz Godoy Calle,
sinh ngày 6 tháng 7 năm 1988) là một vận động viên bóng chuyền, người mẫu và là nữ hoàng sắc đẹp người Guatemala, cô đã giành chiến thắng tại cuộc thi Hoa hậu Guatemala 2011, sau đó đại diện cho Guatemala tại cuộc thi Hoa hậu Hoàn vũ 2012.

## Cuộc sống cá nhân
Godoy sinh ra vào ngày 6 tháng 7 năm 1988.  Cô là một cầu thủ bóng chuyền của đội tuyển quốc gia Guatemala.

## Hoa hậu Guatemala 2012
Laura Godoy được trao vương miện Hoa hậu Hoàn vũ Guatemala 2012 bởi   Alejandra Barillas - Hoa hậu Hoàn vũ Guatemala 2011 tại Trung tâm Hội nghị Ánh sáng, Nhà thờ Tin lành Thực tế Cuộc sống, Khu 10 của Thành phố Guatemala vào ngày 25 tháng 11 năm 2011. Godoy nói rằng, là một nữ hoàng sắc đẹp, cô thấy mình giống một đại sứ của đất nước. Cô cảm thấy rất nhiều áp lực khi trở thành Hoa hậu Hoàn vũ Guatemala bởi vì cô là người đại diện cho cả đất nước Guatemala chứ không chỉ đại diện cho bản thân mình.

## Hoa hậu Hoàn vũ 2012
Laura Godoy tham gia cuộc thi Hoa hậu Hoàn vũ 2012 được tổ chức tại Las Vegas, Hoa Kỳ. Cô đã chiến thắng giải thưởng phụ là Hoa hậu Thân thiện. Cô là người Guatemala đầu tiên giành giải thưởng này.

## Cá nhân
Trong một cuộc phỏng vấn năm 2013, Godoy nói rằng người mẫu là một trong những đam mê của cô nhưng cô biết rằng cuối cùng nó sẽ kết thúc. Cô nói rằng cô sắp ngừng sự nghiệp người mẫu của mình khi cô đã có một hướng đi mới, đó là công việc về dinh dưỡng. Cô cũng đã học về Giáo dục tiểu học. Năm 2012, cô cho biết ước mơ của cô là thành lập một trung tâm giáo dục dinh dưỡng.